# Бернхард I (князь Ангальт-Бернбурга)
Бернхард I (нем. Bernhard I.; умер около 1286/1287) — князь Ангальт-Бернбурга с 1251/1252 года, родоначальник первой Ангальт-Бернбургской ветви Асканиев.

## Происхождение
Бернхард происходил из Ангальтской ветви аристократического рода Асканиев. Его отец, Генрих I, старший из сыновей саксонского герцога Бернхарда III, управлял родовыми владениями Асканиев, получившими название княжества Ангальт, включавшие земли в Нижнем Гарце и в долине рек Зале, Мульде и Эльбы.
Генрих был женат на Ирмгарде (около 1197 — около 1244), дочери тюрингского ландграфа Германа I. В этом браке родилось минимум 9 детей.

## Биография

Ангальт-Бернбург и другие части Ангальтского княжества в середине XIII века

Генрих Ангальтский умер между 8 мая 1251 года и 17 мая 1252 года. Из семи его сыновей четверо младших избрали духовную карьеру. Трое же старших разделили отцовские владения, став родоначальниками трёх ветвей. Старший, Генрих II, получил восточную часть земель — Ангальт-Ашерслебен, второй, Бернхард I, — центральную часть, получившие название Ангальт-Бернбург, третий, Зигфрид I, — восточную часть, получившую название Ангальт-Кётен. Доставшиеся Бернхарду владения включали земли к западу от реки Зале — Бернбург и Балленштедт.
3 февраля 1258 года в Гамбурге Бернхард женился на датской принцессе Софии, дочери короля Абеля. В этом браке родилось 5 сыновей и одна дочь.
Бернхард умер в 1286 или 1287 году. Его наследниками стали двое сыновей, Иоганн I и Бернхард II.

## Брак и дети
Жена: с 3 февраля 1258 года София Датская (около 1240 — после 1 апреля 1284), дочь короля Дании Абеля и Мехтхильды Гольштейнской. Дети:
- Иоганн I[нем.] (умер после 5 июня 1291), князь Ангальт-Бернбурга с 1286/1287 года[4].
- Альбрехт I[болг.] (умер в 14 сентября 1324), епископ Хальбершдадта[нем.][4].
- Бернхард II[нем.] (около 1260 — после 26 декабря 1323), князь Ангальт-Бернбурга с 1286/1287 года, князь Ангальт-Ашерслебена с 1316 года[4].
- Генрих (умер после 14 марта 1324), настоятель доминиканского монастыря Святой Катарины в Хальберштадте[4].
- Рудольф (умер между 27 октября 1286 и 11 июля 1299)[4].
- София (умерла после 20 мая 1322); муж: не позже 28 февраля 1282 года Дитрих II[болг.] (умер 28 мая/11 августа 1309), граф фон Гонштейн-Клеттенберг[4].